# José Ignacio Bajo Fanlo
José Ignacio Bajo Fanlo (Vitòria, 1933 - 2005) fou un polític basc, germà de Ramón Bajo Fanlo. Llicenciat en dret, ha treballat com a advocat i com a agent d'assegurances. Ha estat President Provincial del Sindicat Empresarial d'Assegurances i vicepresident del Banc Industrial de Guipúscoa. Militant del Partit Nacionalista Basc, fou membre de l'Euzkadi Buru Batzar (1978-1979) i senador electe per Àlaba a les eleccions generals espanyoles de 1979, 1982, 1986 i 1989.